# Дубай (шаховий турнір)
Dubai Open Chess Tournament також відомий під назвою Sheikh Rashid Bin Hamdan Cup - щорічний відкритий шаховий турнір, який проходить у місті Дубай (ОАЕ), зазвичай у квітні. Перший такий турнір відбувся 1999 року і ньому перемогу здобув гросмейстер Володимир Акопян. На сьогодні він є одним із найсильніших відкритих турнірів у світі. 
Перемогу у 18-му турнірі, який проходив з 11 по 19 квітня 2016 року, здобув британський гросмейстер Гавейн Джонс, який також виграв і бліцову частину Dubai Open Blitz Cup 2016.

## Історія
Перший турнір Dubai Open відбувся 1999 року в Дубайському клубі шахів і культури. Його метою було дати можливість молодим шахістам ОАЕ зіграти проти провідних гросмейстерів. Турнір постійно приваблює десятки гросмейстерів, міжнародних майстрів та інших титулованих гравців, і на сьогодні його вважають одним із найсильніших відкритих турнірів у світі.

### Переможці
| Рік  | Переможець          | Країна          |
| ---- | ------------------- | --------------- |
| 1999 | Володимир Акопян    | Вірменія        |
| 2000 | Олександр Ненашев   | Узбекистан      |
| 2001 | Карен Асрян         | Вірменія        |
| 2002 | Олександр Голощапов | Україна         |
| 2003 | Баадур Джобава      | Грузія          |
| 2004 | Шахріяр Мамед'яров  | Азербайджан     |
| 2005 | Ван Хао             | КНР             |
| 2006 | Сергій Федорчук     | Україна         |
| 2007 | Леван Панцулая      | Грузія          |
| 2008 | Веслі Со            | Філіппіни       |
| 2009 | Тигран Котанджан    | Вірменія        |
| 2010 | Едуардо Іттурізага  | Венесуела       |
| 2011 | Абгіджіт Гупта      | Індія           |
| 2012 | Ні Хуа              | КНР             |
| 2013 | Олександр Рахманов  | Росія           |
| 2014 | Ромен Едуар         | Франція         |
| 2015 | Драган Солак        | Туреччина       |
| 2016 | Гавейн Джонс        | Велика Британія |

### Турнір 2016 року
Турнір 2016 року встановив рекорд за кількістю учасників, 189 гравців з 37 країн змагались за швейцарською системою в 9 турів. Серед учасників було 46 гросмейстерів, що також стало рекордом, 8 жіночих гросмейстерів, 39 міжнародних майстрів і 5 жіночих міжнародних майстрів.

## Відомі гравці
Турнір постійно приваблює багато молодих талановитих гравців, включаючи майбутнього чемпіона світу Магнуса Карлсена, який виконав свою третю гросмейстерську норму 2004 року за раунд до завершення, і в 13 років 4 місяці й 27 днів став наймолодшим гросмейстером на той час і третім наймолодшим за всю історію.
Іншим відомим молодим учасником став Шахріяр Мамед'яров, який виграв турнір 2004 року через два тижні після свого 19-річчя, випередивши 138 гравців, включаючи 39 гросмейстерів. Китайський шахіст Ван Хао відсвяткував своє 16-річчя під час 7-го турніру  2005 року і відсвяткував перемогу як гравець без титулу попереду 53 гросмейстерів.
Веслі Со є наймолодшим переможцем турніру, який він виграв 2008 року в 14 років. Під час цієї перемоги Со був наймолодшим гросмейстером у світі.